# Acquacotta

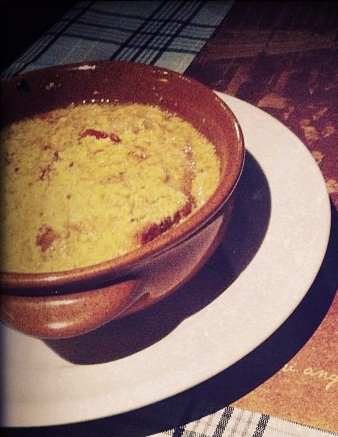
Acquacotta dans un restaurant à Milan.

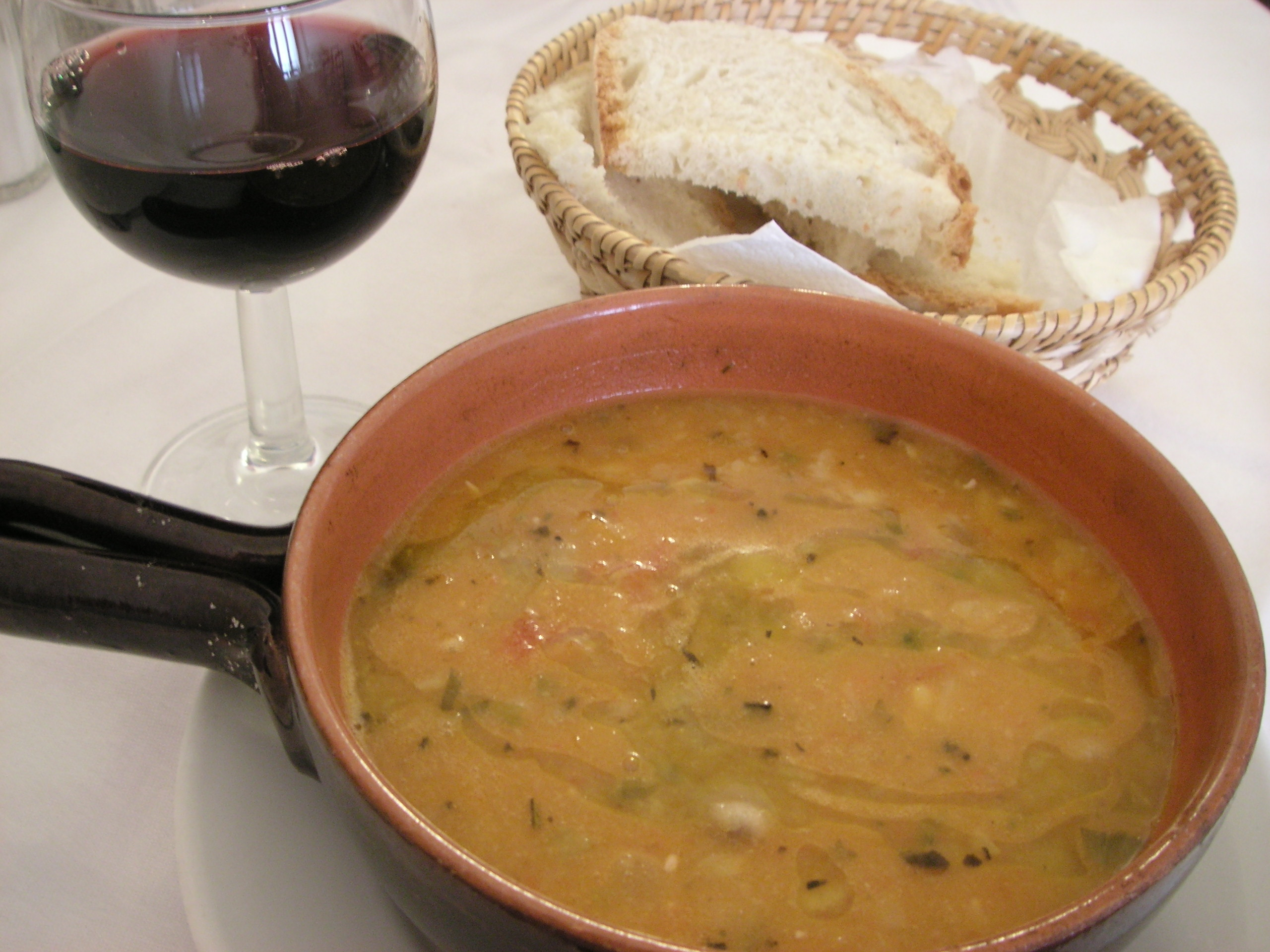
Acquacotta.

L'acquacotta (prononcé : [ˌakkwaˈkɔtta] ; italien pour « eau cuite ») est une soupe de pain à base de bouillon chaud de la cuisine italienne qui était à l'origine un aliment paysan. Sa préparation et sa consommation remontent à l'Antiquité. Elle est originaire de la zone côtière connue sous le nom de Maremme dans le sud de la Toscane et le nord du Latium. Le plat a été inventé en partie pour rendre comestible le pain durci et rassis.

## Histoire
L'acquacotta est un plat traditionnel simple originaire de la région côtière de l'Italie connue sous le nom de Maremme qui tire son origine d'un plat de la Grèce antique. C'était à l'origine un aliment paysan qui a été décrit comme un plat de l'Antiquité, dont la recette a été modifiée en partie par des personnes qui vivaient dans la forêt toscane, travaillant comme charbonniers, généralement très pauvres, « traditionnellement parmi les plus pauvres des gens,, ».
Il était également préparé et consommé par les agriculteurs et les bergers de la région de la Maremme. Historiquement, la soupe était parfois servie comme antipasto, le premier plat d'un repas italien. Il reste un plat populaire en Maremme et dans toute l'Italie. 
L'acquacotta a été inventé en partie pour rendre comestible le pain rassis et durci. Les personnes qui travaillaient loin de chez elles pendant de longues périodes, comme les bûcherons et les bergers, emmenaient du pain et d'autres aliments avec eux (comme la pancetta et la morue salée). L'acquacotta était préparé et utilisé pour faire mariner le pain rassis en le ramollissant,.
Une légende sur l'acquacotta existe en relation avec le concept de soupe de pierre, qui est généralement basée sur la prémisse d'un pauvre voyageur qui arrive dans un village n'ayant qu'une pierre, mais qui convainc les villageois d'ajouter des ingrédients à sa soupe de pierre, créant l'acquacotta. Des variantes de la légende existent.
Historiquement, les principaux ingrédients de l'acquacotta étaient de l'eau, du pain rassis, de l'oignon, de la tomate et de l'huile d'olive, ainsi que divers légumes et restes de table qui étaient disponibles,. Au début des années 1800, certaines préparations utilisaient du verjus, un jus dérivé de raisins à moitié mûrs, à la place des tomates, qui n'étaient pas un aliment courant en Italie avant les dernières décennies du XIXe siècle.

## Préparation
Les préparations contemporaines d'acquacotta utilisent du pain rassis, frais ou grillé, et peuvent inclure des ingrédients supplémentaires tels que du bouillon de légumes, des œufs, des fromages tels que le Parmigiano Reggiano et le Pecorino Toscano, du céleri, de l'ail, du basilic, des haricots, du chou, du chou frisé, du jus de citron, du sel, du poivre, des pommes de terre et autres,,,,. Certaines versions peuvent utiliser des champignons comestibles tels que les cèpes, des herbes sauvages, des légumes-feuilles et des légumes verts tels que la roquette, l'endive, la menthe, la bette à carde, la chicorée, les feuilles de pissenlit, le cresson de fontaine, la valériane et autres. Au fur et à mesure que les verdures cuisent, elles contribuent à la saveur du bouillon. Le plat peut être surmonté d'un œuf poché,.
Les versions contemporaines peuvent être préparées à l'avance de quelques heures à une journée, conservées dans un endroit froid ou réfrigéré, puis réchauffées avant d'être servies. L'acquacotta peut également être conservé par congélation.

## Variantes
L'acquacotta con funghi est une variante de la soupe qui utilise des cèpes comme ingrédient principal. Les ingrédients supplémentaires comprennent du pain, du bouillon ou de l'eau, de la tomate en conserve, du parmesan, des œufs, de la mentuccia (menthe sauvage), de l'ail, de l'huile d'olive, du sel et du poivre. La saveur et l'arôme de cette variante ont été décrits comme étant basés sur les cèpes utilisés. Du persil peut également être ajouté.
L'acquacotta con peperoni est une variante qui comprend du céleri, du poivron rouge et de l'ail.